# 개암
개암(영어: hazelnut)은 개암나무속 나무의 견과류이며, 헤이즐넛, 헤즐넛이라고도 불리며, 종에 따라 콥넛(cobnut), 필버트 넛(filbert nut) 등의 다른 이름으로 불린다. 사투리로 깨금이라고 부르기도 한다.
전체적인 외관은 타원형의 둥근 모양을 하고 있으며, 길이는 15~25 mm, 직경은 10~15 mm 정도로 길이가 직경에 비해 약 1.5배 정도 길다. 열매는 짙은 갈색을 띄는 단단한 씨방벽에 둘러싸여 있는 것이 특징이며, 수분 작용이 일어난 이후 7~8개월 뒤에 나무로부터 떨어져 나온다. 익은 열매는 날로 먹거나 익혀 먹거나 갈아서 섭취하는 등 식용으로 사용되며, 밤, 도토리 등과 함께 가축의 먹이로 제공되기도 한다.
터키, 아제르바이잔, 이탈리아, 그리스, 키프로스, 조지아 및 스페인의 카탈루냐 지방, 영국의 켄트주, 미국의 오리건주와 워싱턴주 등지에서 개암을 상품작물용으로 생산하고 있으며, 특히 터키에서는 연간 전 세계 개암 생산량의 75%를 담당해 세계 최대의 개암 생산지로 자리잡았다.
개암은 단백질, 불포화 지방, 비타민 E, 철분 및 필수 영양소 등이 풍부하며, 이러한 특성으로 인해 심혈관계 질환 환자들의 콜레스테롤 수치를 낮추기 위한 다이어트 음식으로 제공되기도 한다.
개암은 주로 프랄린, 파베 초콜릿 등의 과자류 또는 누텔라, 프란젤리코 등의 리큐어 등을 제조하는 데 이용되며, 개암으로부터 짜낸 기름은 음식의 풍미를 더하는 역할을 해 조리용 기름으로 사용된다. 또한 개암으로부터 나오는 향의 주성분은 필버톤으로 구성된다.